# Alionoctula tenuis
Alionoctula tenuis is een vleermuis uit het geslacht Alionoctula.

## Verspreiding
Deze soort komt voor van Afghanistan tot Zuid-China, de Filipijnen, Celebes, de Cocoseilanden en Christmaseiland. Er wordt een aantal ondersoorten erkend, waarvan sommige, zoals mimus Wroughton, 1899 uit India en murrayi Andrews, 1900 uit Christmaseiland, vaak als aparte soorten worden gezien. Een groot aantal Nieuw-Guinese en Australische soorten (Alionoctula adamsi, Alionoctula angulata, Alionoctula collina, Alionoctula papuana, Alionoctula wattsi en Alionoctula westralis) wordt vaak tot A. tenuis gerekend. Zelfs zonder deze soorten bestaan er mogelijk nog meerdere soorten binnen de huidige definitie van A. tenuis. In de Filipijnen komt deze soort voor op 800 tot 1700 m hoogte in regenwoud op de eilanden Luzon, Mindanao, Negros en Sibuyan.